# Louis d'Ussieux
Ne doit pas être confondu avec Louis Dussieux.
Louis d'Ussieux, en réalité Louis Dussieux, né à Angoulême le 30 mars 1744 et mort au château des Vaux le 21 août 1805, est un écrivain, historien, journaliste, traducteur et agronome français.

## Biographie
Louis d'Ussieux est le fils d'André Dussieux, sieur de La Moradie, et de Marie de Borie.
Il est en 1777 un des fondateurs et rédacteur du Journal de Paris, collaborateur à la Collection universelle des mémoires particuliers relatifs à l'histoire de France.
Dès 1794, il propage au château des Vaux et à Pontgouin la culture des betteraves, carottes et blé de Turquie, sur les recommandations de Pierre Louis Bentabole.
Girondin, il fut proscrit, avant d'être élu en 1795 membre du Conseil des Anciens jusqu'en 1799.
À sa mort, sa veuve fait vendre le troupeau de moutons qu'il élevait. Elle souhaite aussi vendre le domaine et château des Vaux, soit 310 hectares, situés sur les communes de Saint-Maurice-Saint-Germain, Pontgouin, Belhomert-Guéhouville et Digny. Elle est autorisée par le Tribunal de première instance de l'arrondissement de Chartres le 30 août 1806 à faire une vente aux enchères en raison d'héritiers mineurs, au prix de 181.880 francs. Mais après avoir fait apposer des affiches notamment à Chartres, au Mans, à Orléans et à Paris, aucun acheteur ne se présente.

## Famille
Veuf en premières noces, il a un fils de sa première union : Auguste Marie Tobie Dussieux, mort jeune à Paris à l'hospice des incurables.
En 1784, il épouse en secondes noces Marie Henriette Alexandrine Bellier du Chesnay, fille de d'Alexandre-Claude Bellier Du Chesnay, duquel mariage sont issus cinq enfants :
- Louise Dussieux, épouse de Philippe-Alexandre Le Brun de Charmettes.
- Charles Henri Xavier Dussieux, chevau-léger de la Garde royale
- Louis Alexandre Ernule Dussieux
- Pierre Henri Dussieux
- Marie Adolphe Dussieux

Au décès de leur mère survenu à Chartres le 31 octobre 1816, les deux derniers enfants, mineurs, ont pour tuteur l'abbé Claude-Adrien Jumentier.

## Œuvres
- Histoire abrégée de la découverte et de la conquête des Indes par les Portugais, 1770
- Le Décaméron français, 2 vol., 1772-1774 Texte en ligne 1 2

Tome 1 : I. Henriette et Luci, ou les Amies rivales, nouvelle écossaise. II. Jeanne Gray, anecdote anglaise. III. Berthold, prince de Moravie, anecdote historique Texte en ligne. IV. Clémence d'Entragues, ou le Siège d'Aubigny, anecdote française. V. Élizène, anecdote ottomane.
Tome 2 : VI. Les Princes d'Arménie, nouvelle Texte en ligne. VII. Jean sans Peur, duc de Bourgogne, nouvelle française Texte en ligne. VIII. Raymond et Mariane, nouvelle portugaise Texte en ligne. IX. Roger et Victor de Sabran, nouvelle française Texte en ligne. X. Thélaïre, nouvelle mexicaine Texte en ligne.
- Les Héros français, ou le Siège de Saint-Jean-de-Lone, drame héroïque en 3 actes et en prose, suivi d'un Précis historique de cet événement, 1774 Texte en ligne
- Gabrielle de Passi, parodie de Gabrielle de Vergi, en un acte, en prose et en vaudevilles, avec Barthélemy Imbert, Théâtre italien de Paris, 30 août 1777
- Les Nouvelles françaises, 3 vol., 1783
- Bibliothèque universelle des dames. Botanique, 2 vol., 1786
- Traité théorique et pratique sur la culture de la vigne, avec l'art de faire le vin, les eaux-de-vie, esprit de vin, vinaigres, avec Antoine Parmentier et Jean-Antoine Chaptal, 2 vol., 1801 Texte en ligne 1 2

Traductions
- Christoph Martin Wieland : Le Nouveau Don Quichotte, 1770
- Christoph Martin Wieland : Contes comiques, 1771 Texte en ligne
- Christoph Martin Wieland : Les Grâces, 1771
- Collectif : Nouvelles espagnoles, traduites de différentes auteurs, 2 vol., 1772
- L'Arioste : Roland furieux, 4 vol., 1775-1783
- Christoph Martin Wieland : Les Aventures merveilleuses de Don Silvio de Rosalva, 1786